# Karlee Bispo
Karlee Bispo (Estados Unidos, 24 de enero de 1990) es una nadadora estadounidense especializada en pruebas de estilo libre media distancia, donde consiguió ser campeona mundial en 2013 en los 4x200 metros.

## Carrera deportiva
En el Campeonato Mundial de Natación de 2013 celebrado en Barcelona ganó la medalla de oro en los relevos de 4x200 metros estilo libre, con un tiempo de 7:45.14 segundos, por delante de Australia (plata con 7:47.08 segundos) y Francia (bronce con 7:48.43 segundos).